# Fabriks- och hantverksordningen
Fabriks- och hantverksordningen (Fabriks och Handtwerksordning) var en svensk näringslivsreform, införd 22 december 1846. Den är främst känd för att vara den reform som avslutade skråväsendet i Sverige. 
Fabriks- och hantverksordningen utvidgade näringsfriheten och hänförde till fabrikerna även de yrken, vilka förut ansetts såsom manufakturer. Rättigheten att idka fabrik (manufaktur) blev nu beroende endast av vissa personliga kvalifikationer samt av anmälan om företaget hos magistrat eller Kungl. Maj:ts befallningshavande, allteftersom fabriken skulle anläggas i stad eller på landet. Då samma år hallrätterna upphävdes, försvann jämväl all den befattning, dessa myndigheter haft med fabrikerna och manufakturerna.
De före detta skråna omvandlades till hantverksföreningar med uppgift att granska yrkeskompetensen hos de som ansökte hos magistraten om att bedriva en borgerlig näring: de ansökande fick fortfarande gå som lärling, avlägga mästarprov och ansöka om burskap, men förbudet mot att bedriva flera hantverk försvann. Myndiga kvinnor (myndigförklarade ogifta kvinnor, änkor och frånskilda) fick rätten att fritt ansöka om att bedriva ett hantverksyrke utan burskap, och gifta kvinnor fick rätten att göra detsamma med makens tillstånd.
Den kompletterades av Handelsordningen. Reformen avskaffade 1720 års skråordning och följdes av 1864 års näringsförordning